# Rapča
Rapçë en albanais et Rapča en serbe latin (en serbe cyrillique : Рапча) est une localité du Kosovo située dans la commune/municipalité de Dragash/Dragaš et dans le district de Prizren/Prizren. Selon le recensement de 2011, elle compte 853 habitants.
Selon le découpage administratif de la Serbie, la localité fait partie de la municipalité de Gora. Les deux villages de Gornja Rapča et de Donja Rapča ont été réunis par l'administration du Kosovo pour constituer la localité de Rapča. Le village est également connu sous le nom albanais de Rapqë.

## Démographie

### Évolution historique de la population dans la localité
| 1948 | 1953 | 1961 | 1971 | 1981 | 1991  | 2011 |
| ---- | ---- | ---- | ---- | ---- | ----- | ---- |
| 524  | 518  | 522  | 664  | 972  | 1 050 | 853  |

|  |

### Répartition de la population par nationalités (2011)
En 2011, les Gorans représentaient 71,51 % de la population et les Bosniaques 20,04 %.